# Paromarteon mutabile
Paromarteon mutabile es una especie de coleóptero de la familia Pyrochroidae.

## Distribución geográfica
Habita en Nueva Gales del Sur y Queensland  y Victoria (Australia).